# Young Bucks
Gli Young Bucks sono un tag team di wrestling attivo nella All Elite Wrestling, formata dai fratelli Matt Jackson (Montebello, 13 marzo 1985) e Nick Jackson (Montebello, 28 luglio 1989).
I due hanno debuttato nel mondo del wrestling nell'agosto del 2004 e inizialmente hanno lavorato in diverse federazioni indipendenti americane. Nel 2009 sono passati alla Total Nonstop Action, mentre nel 2013 hanno firmato un contratto con la New Japan Pro-Wrestling e la Ring of Honor, dove hanno vinto diversi titoli. Nel 2019 sono stati tra i membri fondatori della All Elite Wrestling, di cui sono anche vice presidenti esecutivi.

## Carriera

### Circuito indipendente (2007–2013)

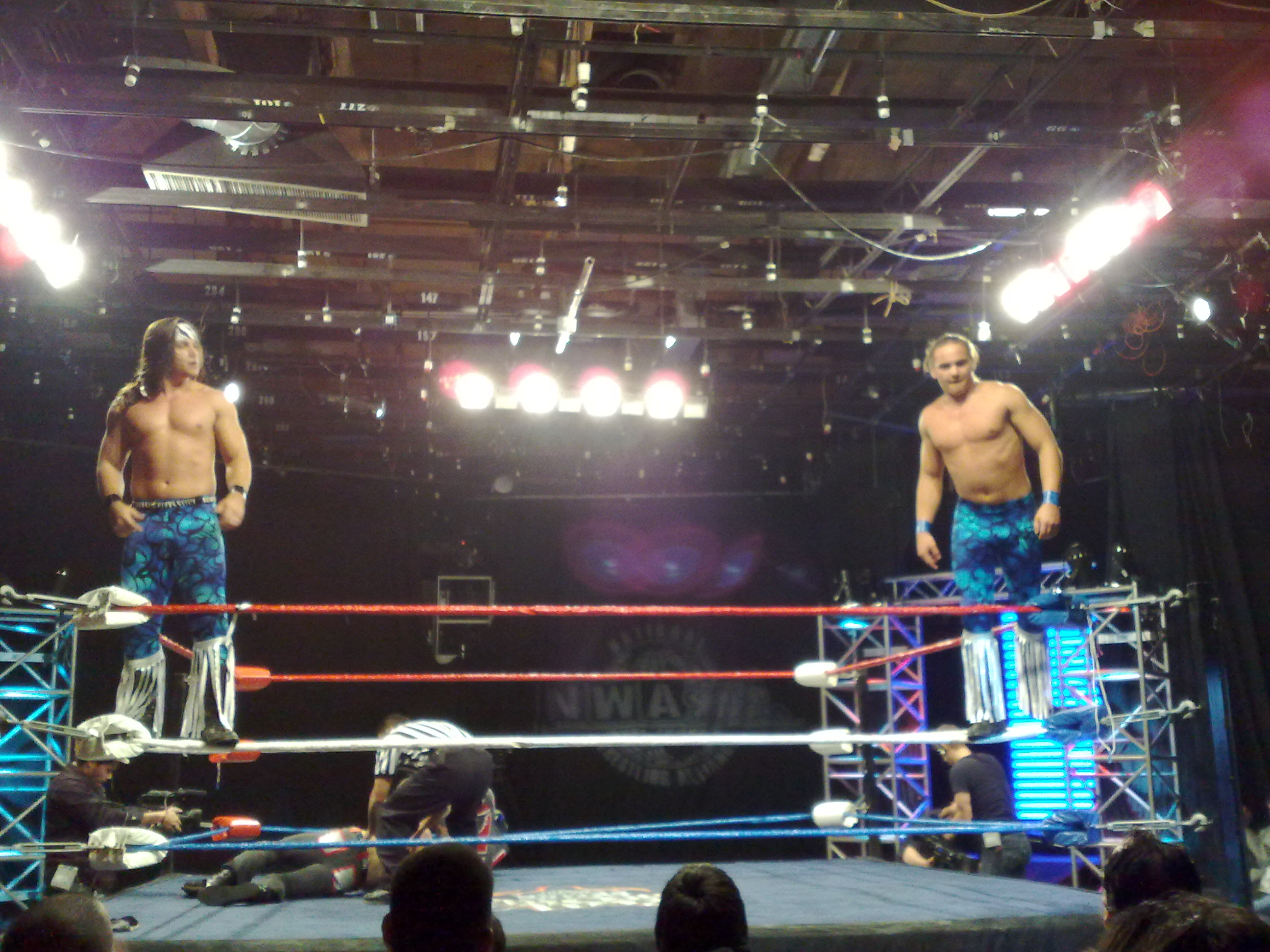
Matt Jackson (a sinistra) e Nick Jackson (a destra) nel 2008

Gli Young Bucks debuttarono per la Pro Wrestling Guerrilla il 10 giugno 2007, nel corso di uno show a Burbank, in California, perdendo contro Chris Bosh e Scott Lost. Il 31 agosto, si iscrissero all'annuale Battle of Los Angeles, sconfiggendo Phoenix Star e Zokre oltre ai Los Luchas. Nel corso dello show, i fratelli incontrarono il wrestler in forze nella Dragon Gate USA e Satoshi Oji, che si occupava del reclutamento dei talenti per la Dragon Gate appunto. Entrambi i selezionatori rimasero impressionati dalle abilità sul quadrato del duo. Fu così organizzato un incontro per il 5 gennaio 2008 all'evento All Star Weekend 6, contro l'esperto duo giapponese di Naruki Doi e Masato Yoshino. Come prevedibile, i fratelli persero, ma dettero dimostrazione ancora una volta della loro bravura. Il preludio al push, vennero subito lanciati nell'orbita dei PWG World Tag Team Championship detenuti dai membri della Dinasty, Scott Lost e Joey Ryan, ma furono sconfitti il 27 gennaio. Nei mesi successivi, persero un incontro valido per le qualificazioni del DDT4 contro i Los Luchas, che avanzarono quindi nel torneo. Chiamati dalla Dragon Gate, uscirono dal territorio americano per un primo tour. Tornati da questa esperienza, riuscirono a battere i membri della Dinasty il 6 luglio 2008, durante l'evento Life During Wartime, dedicato al quinto anniversario di nascita della PWG.
Il 31 agosto, sconfissero i membri della Age of the Fall, Jimmy Jacobs e Tyler Black, vincendo i PWG World Tag Team Championship. Uno degli show più importanti, ricordato anche da molti fans, fu il DDT4 di quell'anno, dove gli Young Bucks furono chiamati a difendere le cinture da poco conquistate per tre volte consecutive la stessa sera, prima contro Dustin e Brandon Cutler, poi contro Kenny Omega e Chuck Taylor e infine contro Bryan Danielson e Roderick Strong nella finale. Nel corso dello stesso evento, il loro fratello minore fece il suo debutto appena diciannovenne con il ring name di Malachi. Il 1º giugno 2009, entrarono nella storia come campioni più longevi della storia della PWG. Contestualmente, iniziarono un tour in giro per il mondo, e i fans della PWG volevano invece l'esclusiva, non piaceva loro l'idea che portassero le cinture di coppia della federazione in giro per i tour. Dopo sedici mesi di imbattibilità, furono sconfitti da Human Tornado e El Generico. Nonostante la vittoria, però, i due non ricevettero mai un'opportunità per le cinture e persero addirittura lo status di primi sfidanti contro Omega e Taylor, che andarono all'assalto delle corone il 4 ottobre, senza successo.
Matt e Nick debuttarono nella Ring of Honor all'arena di Filadelfia il 29 e 30 maggio 2009, vincendo il giorno prima contro Sal Rinauro e Brandon Day e quello dopo contro Silas Young e Bobby Fish. A Glory By Honor VIII ottennero una delle vittorie più importanti all'epoca della loro carriera, quando riuscirono a sopraffare i cinque volte campioni di coppia ROH, i Briscoe Brothers. A Final Battle 2009, il 19 dicembre, sconfissero anche gli allora campioni di coppia Kevin Steen e El Generico. Successivamente, firmarono un contratto con la Total Nonstop Action Wrestling quindi nel gennaio 2010 lottarono il loro ultimo incontro battendo gli American Wolves, Davey Richards ed Eddie Edwards. Prima di concludere il loro primo periodo nella ROH, sfidarono i Briscoe per le cinture, ma persero.
Gli Young Bucks erano ormai i dominatori assoluti della categoria tag team e alla Battle of Los Angeles 2009, mantennero le cinture contro Kevin Steen ed El Generico, dopo l'incontro effettuarono un turn heel alleandosi con Brian Kendrick e attaccando il neolaureato campione PWG Kenny Omega. Nel 2010, i fratelli firmarono con la Total Nonstop Action Wrestling, ma continuarono ad apparire in PWG ancora per un periodo. Approfittarono di queste apparizioni per dichiarare quelli che poi sarebbero stati i futuri loro ring names in TNA, Max e Jeremy, i Generation Me. Abbandonato Brian Kendrick, lo affrontarono con quest'ultimo che faceva coppia con Paul London, in una vecchia coppia già nota ai fans per i trascorsi in WWE. La PWG si rifiutava però di annunciarli come i Generation Me e continuava quindi negli incontri a definirli come gli Young Bucks. Il 27 febbraio 2010, arrivarono alla loro ventesima difesa del titolo con successo battendo Super Dragon e Davey Richards. La trentesima difesa arrivò invece il 10 aprile dello stesso anno, quando a perdere furono i Briscoe Brothers. Al DDT4 2010, gli Young Bucks annunciarono di voler bissare l'impresa dell'anno precedente, difendendo le cinture per tre volte di fila nella stessa sera nel corso dei round del torneo. Alle eliminatorie, si sbarazzarono di Johnny Goodtime e Jerome Robinson, poi anche dei Cutler Brothers nella semifinale. A sorpresa, la coppia formata da El Generico e Paul London, li sconfisse in finale, portandosi a casa non solo la coppa del DDT4 2010, ma anche i titoli di coppia. Dopo ben 616 giorni di regno, finiva la storica parentesi dei fratelli come PWG Tag Team Champions. Fu poi dichiarato che durante la finale del torneo, Nick aveva subito una commozione cerebrale.
Il 30 luglio, in occasione dello show per il settimo anniversario, i Bucks ottengono la rivincita per i titoli di coppia nel primo tag team Guerrilla Warfare match della storia, in una contesa a tre che comprendeva anche i Cutler Brothers. Generico e London mantennero i titoli. Alla Battle of Los Angeles 2010, i due fratelli si trovano subito nel primo round a combattere uno contro l'altro, ma invece di lottare, si fanno squalificare entrambi effettuando un superkick combinato sull'arbitro, Rick Knox. Hanno poi una breve rivalità con i Cutler, vinta dai Bucks nei vari incontri disputati. Al DDT4 del 2011, era in palio non solo la coppa del torneo, ma anche lo status di primi sfidanti alle cinture. Nel primo round, sconfissero Brandon Gatson e Willie Mack, poi ancora Davey Richards ed Eddie Edwards in semifinale e infine Akira Tozawa e Kevin Steen in finale, vincendo per la seconda volta il DDT4. Andarono così nuovamente contro i campioni, tuttavia London venne sostituito da Ricochet perché London quella sera non fu in grado di partecipare allo show per problemi personali. Gli Young Bucks vinsero e dettero inizio al loro secondo regno. Il 27 maggio, batterono i RockNES Monsters (Johnny Goodtime e Johnny Yuma). Dopo aver difeso le corone contro quest'ultimi, a sorpresa venne deciso che le avrebbero difese anche contro Austin Aries e Roderick Strong, ma i Bucks prevalsero ancora. Battuti sia Joey Ryan e 2 Cold Scorpio, sia Adam Cole e Kyle O'Reilly, intervennero nell'incontro tra Kevin Steen ed El Generico aiutando quest'ultimo a vincere il PWG World Championship. Fu così che iniziò la rivalità con Steen che trovò in Super Dragon un ottimo alleato e strapparono le cinture ai fratelli in un Guerrilla Warfare Match il 10 dicembre 2010.
Dopo aver perso le cinture, iniziarono una rivalità contro i Super Smash Bros. (Player Uno e Stupefied). Il 17 marzo, i Bucks persero il loro primo match contro i nuovi rivali. Il 21 aprile, vinsero per la terza volta il DDT4. Seguirono poi una serie di sconfitte contro i Super Smash Bros. che nel frattempo avevano conquistato i titoli di coppia, una di queste in un Ladder Match che comprendeva anche i Future Shock.
Nel corso del primo PPV della Dragon Gate USA "Enter the Dragon", gli Young Bucks sconfissero Cima e Susumu Yokosuka, mentre al secondo PPV, "Untouchable", che ha avuto luogo il 6 settembre, persero nel main event contro i Real Hazard, Ruo Saito e Genki Horiguchi. Continuarono le loro apparizioni in PPV, a "Freedom Night" il 28 novembre, lottarono entrambi in singolo nel torneo valido per l'Open the Freedom Gate Championship, che fu vinto da Gran Akuma. Dopo la firma del contratto con la TNA, continuarono comunque a lottare per la DGUSA, e a Fearless, persero contro Naruki Doi e Masato Yoshino. Sebbene la TNA non fosse molto soddisfatta delle loro continue apparizioni nel circuito indipendente, le federazioni arrivarono ad un accordo, consentendo loro apparizioni limitate. Comunque, a marzo lottarono il loro ultimo incontro in DGUSA, lottando un 6-man tag team match valido per gli Open the Ultimate Gate Titles insieme a Jack Evans contro Cima, Gamma e Dragon Kid, e a vincere furono quest'ultimi.
Dopo un'assenza di due anni, tornarono nella promotion il 27 gennaio 2012, sconfiggendo Chuck Taylor e Scorpio Sky. Ancora un altro anno di assenza e il 25 gennaio 2013, batterono Sami Callihan e Arik Cannon. Il 6 aprile, vinsero gli Open the United Gate Championship battendo AR Fox e Cima. Il 2 giugno, li mantennero contro Eita e Tomahawk T.T., due lottatori della federazione affiliata Evolve. Dopo aver battuto Rich Swann e Ricochet, persero i titoli il 16 novembre contro i Bravado Brothers.
Parteciparono al DDT4 2013 sconfiggendo prima gli Inner City Machine (Rich Swann e Ricochet), poi Brian Cage e Michael Elgin conquistando per la terza volta i PWG World Tag Team Championship. Da campioni, andarono poi ad affrontare Kevin Steen ed El Generico vincendo per la terza volta anche il DDT4. Il 23 marzo, difesero le cinture contro i DojoBros, Eddie Edwards e Roderick Strong, poi ancora in un Ladder Match contro i DojoBros e gli Inner Circle Machine Guns. Insieme ad Adam Cole e Kevin Steen, formarono poi una stable chiamata "The Mount Rushmore of Wrestling". Il 19 ottobre, ebbero la meglio su Candice LeRae e Joey Ryan, e il 28 marzo 2014, su Chuck Taylor e Trent Baretta. Persero le cinture il 27 luglio 2014 in un Guerrilla Warfare contro LeRae e Ryan.
Dopo quasi un anno di assenza dai ring della PWG, a sorpresa gli Young Bucks tornarono e sconfissero Andrew Everett e Trevor Lee, vincendo il PWG Tag Titles per la quarta volta. Dopo l'incontro, insieme a Strong e al rientrante Super Dragon, formarono i Mount Rushmore 2.0. Il 24 luglio, batterono Angélico e Jack Evans, poi ancora Johnny Gargano e Tommaso Ciampa l'11 dicembre. Alla fine dello show, tornò anche Adam Cole per unirsi ai Mount Rushmore 2.0.

### Ring of Honor (2013–2018)

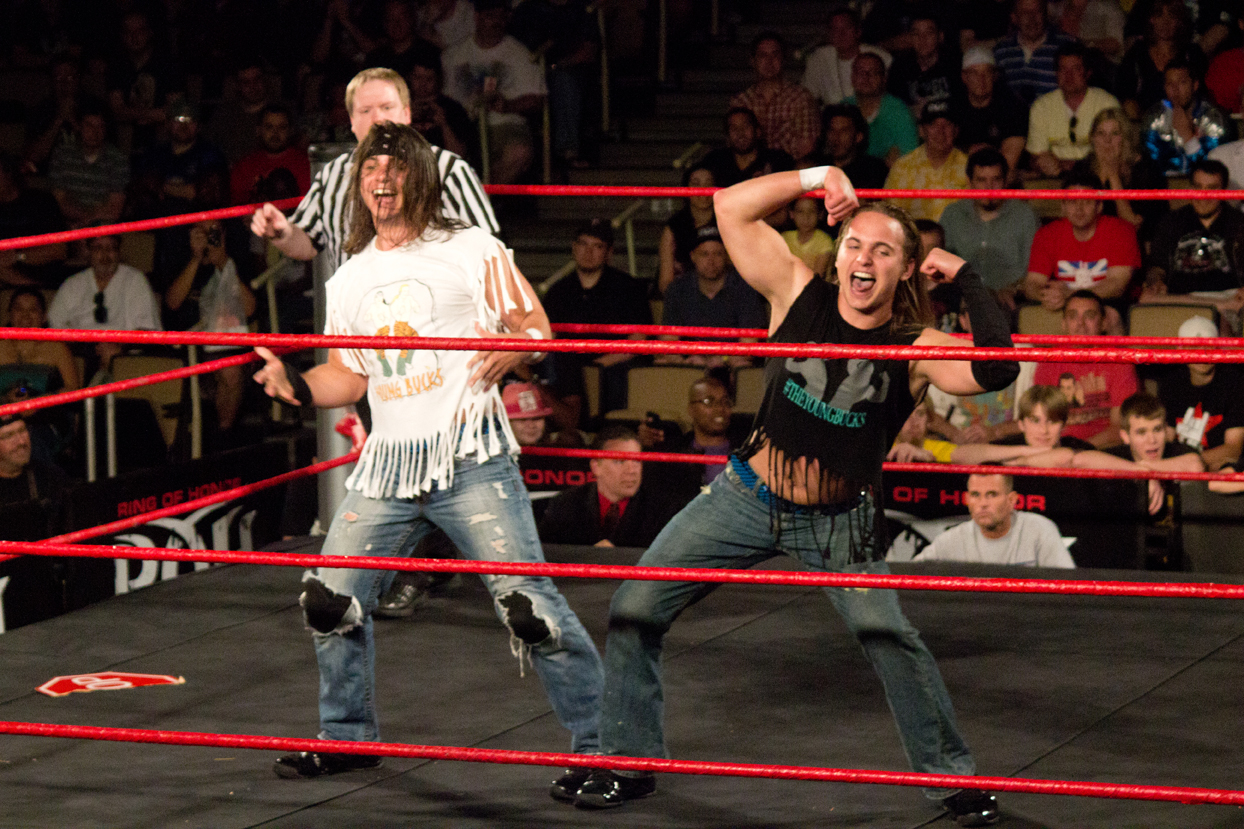
Matt Jackson (a sinistra) e Nick Jackson (a destra) nel 2013

Circa sei mesi dopo, la ROH annunciò sul sito ufficiale il ritorno degli Young Bucks, con il ring name che usavano in TNA, Generation Me. Sconfissero il 23 luglio ancora gli American Wolves e il giorno dopo i Kings of Wrestling, Claudio Castagnoli e Chris Hero, detentori delle cinture di coppia. Dopo un altro anno di assenza, tornarono a lottare in un dark match il 26 giugno, prima di Best in the World, vincendo contro Adam Cole e Kyle O'Reilly e i Bravados in un Triple Treath. A Final Battle 2011, vinsero un Tag Team Gauntlet conquistandosi il diritto di sfidare i campioni di coppia in qualsiasi evento. Scelsero lo show per il decimo anniversario della ROH, dove a prevalere furono però i campioni Briscoe Brothers. Lottarono il loro ultimo incontro il 3 agosto 2012, perdendo contro Caprice Coleman e Cedric Alexander nel primo round del torneo per incoronare i nuovi campioni di coppia.
Il 12 luglio 2013, venne nuovamente annunciato il ritorno degli Young Bucks, e sconfissero il 3 agosto gli Adrenaline Rush (ACH e TaDarius Thomas). A Manhattan Mayhem V, persero contro i Forever Hooligans (Alex Koslov e Rocky Romero). L'8 marzo 2014, sconfissero i reDRagon conquistando i ROH World Tag Team Championship, che persero il 17 maggio sempre contro Fish e O'Reilly. Il 28 ottobre, la ROH annunciò la firma di un contratto di esclusiva da parte degli Young Bucks.

### New Japan Pro-Wrestling (2013–2019)
I Bucks hanno debuttato in Giappone nel 2013 rappresentando il Bullet Club. Sin dagli inizi sono stati inseriti nel giro dei titoli e hanno ottenuto una popolarità sempre maggiore.

### All Elite Wrestling (2019–presente)
Nel 2019 Nick e Matt insieme a Cody Rhodes, hanno fondato una nuova nuova federazione, la All Elite Wrestling e a maggio andò in scena il primo evento chiamato Double or Nothing dove affrontarono i Lucha Brothers, ovvero Pentagon Jr. e Rey Fénix.
Il 7 novembre 2020 a Full Gear hanno vinto per la prima volta gli AEW World Tag Team Championship contro gli FTR. 
Nel corso del loro regno hanno difeso i titoli varie volte, tra le quali vanno ricordate le vittorie a Revolution contro Chris Jericho e MJF, e a Double or Nothing contro Jon Moxley e Eddie Kingston.
Hanno perso i titoli il 5 settembre 2021 dopo dieci mesi di regno ad All Out contro i Lucha Brothers in uno steel cage match ritenuto il miglior tag team match dell'anno. Hanno riconquistato i titoli il 15 giugno nella puntata speciale di Dynamite "Road Rager", in un ladder match contro il Jurassic Express.

## Personaggi

### Mosse finali
- BTE Trigger  (Double Wrist Clutch Knee Strike)
- Cease and Desist (Sharpshooter (Nick)/ Omoplata crossface) (Matt) combination) - 2017
- Indytaker (Springboard spike tombstone piledriver)[1] – 2017
- Meltzer Driver (Springboard somersault spike tombstone piledriver)
- Double rope hung DDT - TNA
- Early-Onset Alzheimer's/ Super kick Party (Double or stereo superkicks to one or two opponents respectively)
- More Bang for Your Buck (Rolling fireman's carry slam by Matt followed by a 450° splash by Nick followed by a moonsault by Matt)

## Titoli e riconoscimenti
Alternative Wrestling Show
- AWS Tag Team Championship (1)

All Elite Wrestling

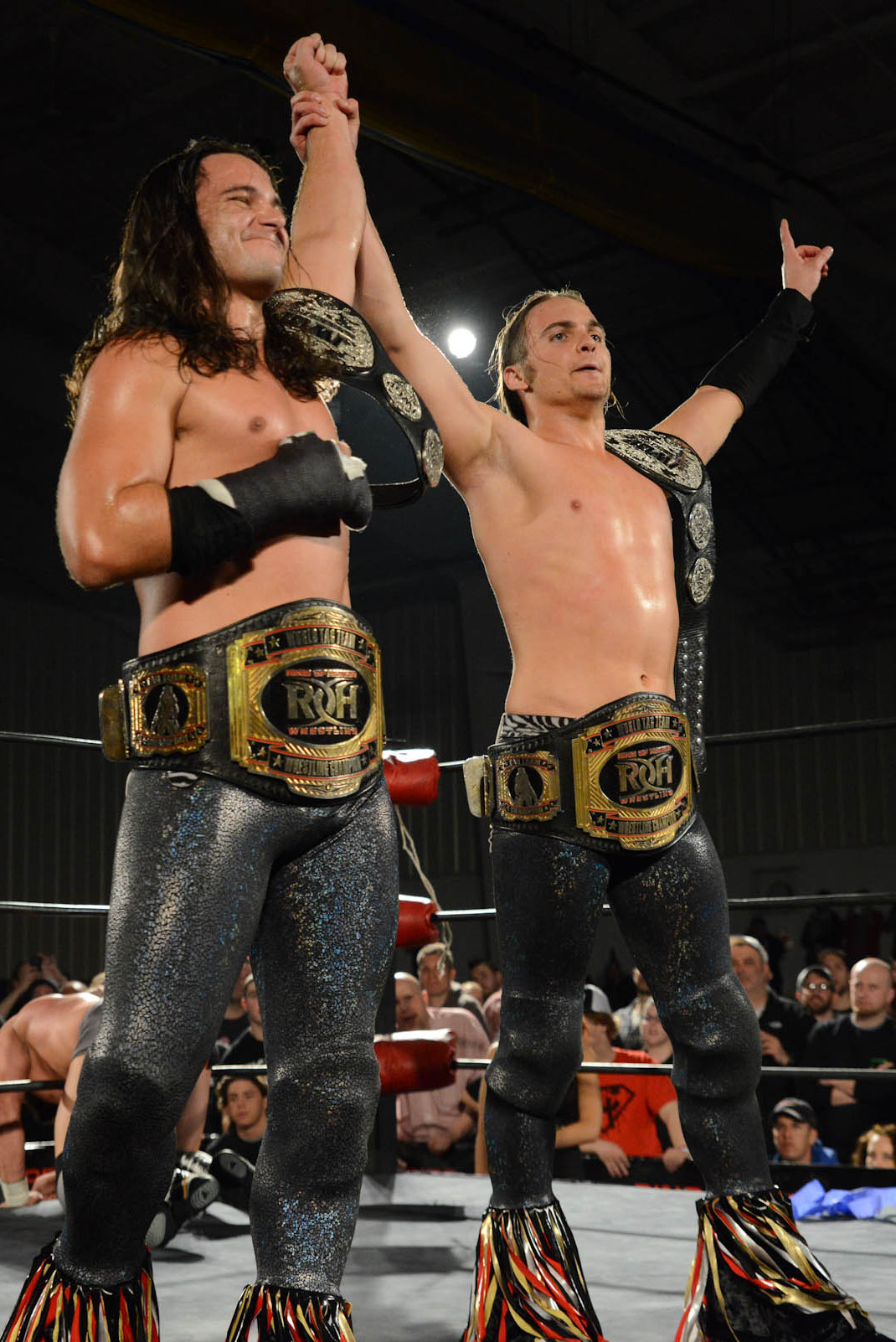
Matt Jackson e Nick Jackson con il ROH World Tag Team Championship

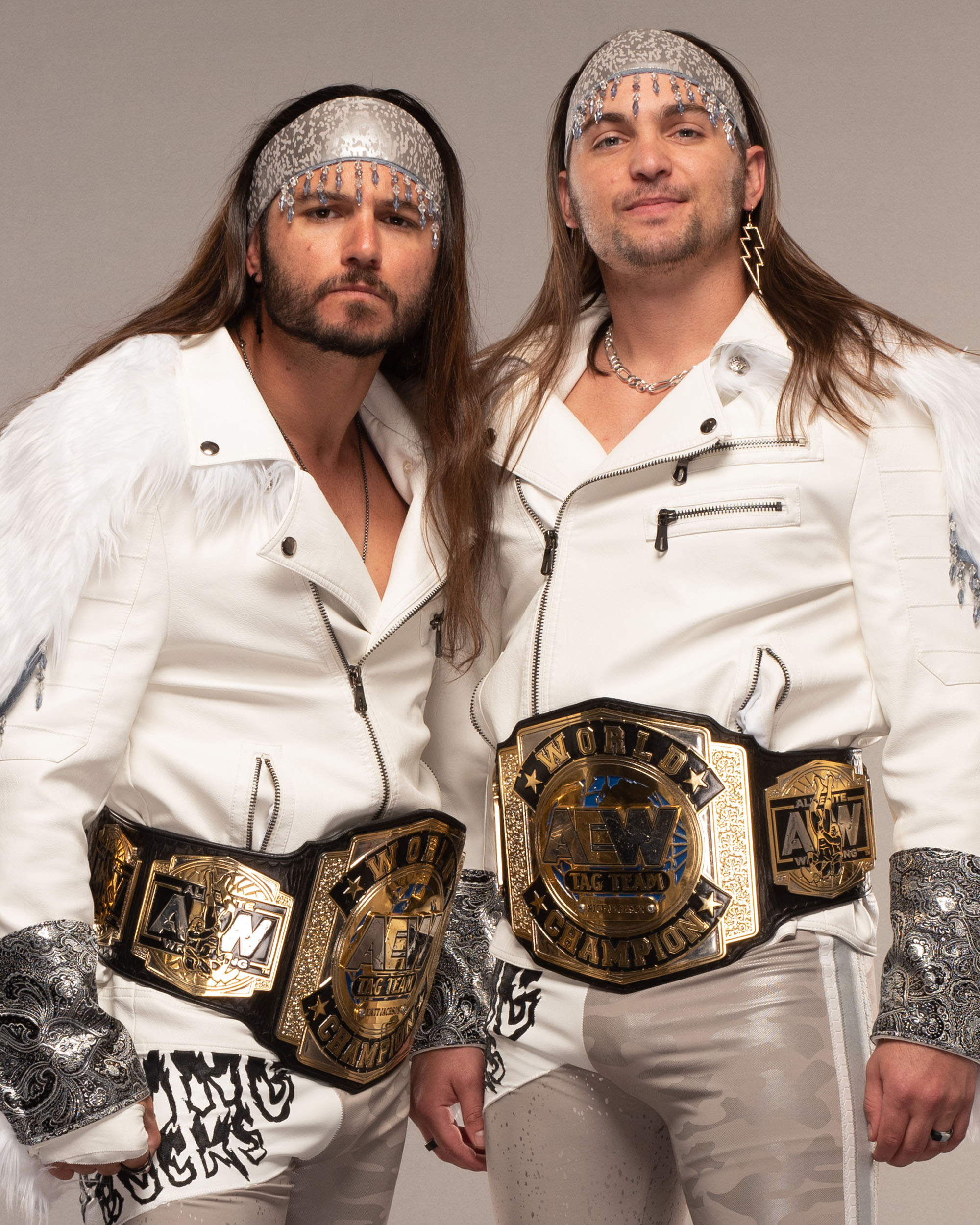
Gli Young Bucks come AEW World Tag Team Champion

- AEW World Tag Team Championship (3)[2]
- AEW World Trios Championship (2) - con Kenny Omega

Dragon Gate
- DGUSA Open the United Gate Championship (1)

Chikara
- Chikara Campeonatos de Parejas (1)

Empire Wrestling Federation
- EWF Tag Team Championship (1)

DDT Pro-Wrestling
- Ironman Heavymetalweight Championship (1)

Future Stars of Wrestling
- FSW Tag Team Championship (1)

House of Glory
- HOG Tag Team Championship (1)

Family Wrestling Entertainment
- FWE Tag Team Championship (1)

Insane Wrestling League
- IWL Tag Team Championship (3)

Lucha Libre AAA Worldwide
- AAA World Tag Team Championship (1)

Pro Wrestling Destination
- PWD Tag Team Championship (1)

Squared Circle Wrestling
- 2CW Tag Team Championship (1)

Squared Circle Wrestling (Toronto, Ontario)
- SCW Tag Team Championship (1)

New Japan Pro-Wrestling
- IWGP Tag Team Championship (1)
- IWGP Junior Heavyweight Tag Team Championship (7)
- NEVER Openweight 6-Man Tag Team Championship (3) - con Kenny Omega (2) e con Marty Scurll (1)
- Super Jr. Tag Tournament (2013)

Pro Wrestling Guerrilla
- PWG World Tag Team Championship (4)

Ring of Honor
- ROH World Tag Team Championship (3)
- ROH World Six-Man Tag Team Championship (2) - con Adam Page (1)[3] e con Cody (1)

SoCal Uncensored
- Match of the Year (2011) - vs. Kevin Steen e Super Dragon il 10 dicembre
- Match of the Year (2012)- vs. Future Shock e Player Uno e Stupefied) il 21 luglio
- Match of the Year (2013) - vs. DojoBros e gli Inner City Machine Guns il 9 agosto
- Tag Team of the Year (2007, 2008, 2009, 2014)